# McRoyal
McRoyal, někdy jen Royal, je hamburger prodávaný v restauracích rychlého občerstvení McDonald's. Do prodeje byl poprvé uveden v roce 1971 franšízou ležící ve Fremontu v Kalifornii, v celých USA se začal prodávat v roce 1973. Skládá se z plátku hovězího masa, plátků kyselých okurek, sýra, cibule a omáček hořčice a kečupu. Tyto suroviny se pak prodávají v žemli, v Česku je v prodeji varianta s žemlí sypanou sezamovými semínky.
V některých státech se hamburger v obdobném složení prodává pod jinými názvy, například v USA je prodáván pod označením Quarter Pounder. V Česku se prodává i ve variantě McRoyal Double.